# Dareios I
Dareios I (grekisk form av fornpersiska Dārayavahuš, latiniserat Darius), född 549 f.Kr., död i november 486 f.Kr., var en persisk storkonung. Han kallas ofta Dareios den store. Hans persiska namn betyder ordagrant "upprätthållande det goda".
Dareios räknas efter Kyros II som den mest betydande storkonungen av det persiska Akemeniderriket. Han gjorde sig mest känd för att ha skapat det persiska rikets organisation. Persien indelades i tjugo områden, satrapier, med en ståthållare (satrap) i ledningen. Ett skatteväsen inrättades, man byggde vägar, inrättade en kejserlig postlinje och präglade guldmynt. Satrapierna hade visst självstyre, men lämnade soldater till den likaledes upporganiserade armén. Det antas att de förvaltningsreformer som Dareios genomförde gällde som förebildliga ännu långt efter Akemeniderrikets slut och kanske till och med influerade organiseringen av Romerska riket.
Dessutom anses Dareios också som gynnare av konsterna, särskilt arkitekturen, vilket avsatte sig i grundandet av Persepolis och byggnadsverksamheterna i andra residensstäder, framför allt Susa.
Dareios ses dock även som den som inledde perserkrigen och invasionen av Grekland, som strandade 490 f.Kr. vid slaget vid Maraton. Ändå kunde inte ens uttalade motståndare till perserna som den grekiske dramatikern Aischylos låta bli att framställa honom i ett positivt ljus.

## Ungdom
Dareios var son till Hystaspes, som var ståthållare i Partien under de persiska kungarna Kyros II och Kambyses II. Hystaspes härstammade från en linje av den persiska akemenidersläkten, som även Kyros och Kambyses föregivligt tillhörde, fast de ändå inte själva betecknade sig som akemenider (se nedan). Kanske kan denna släkt i den tidiga persiska historien ses som en sorts klan. 
Dareios föddes ungefär 549 f.Kr. och fick liksom alla furstesöner en hovmannamässig utbildning. Kambyses upphöjde honom till sin personliga lansbärare. I denna funktion medföljde han Kambyses på hans fälttåg mot Egypten.

## Trontillträdet
I Egypten mottog Kambyses 522 f.Kr. nyheten att hans bror Bardiya (grekiska: Smerdis) hade rest sig mot honom i huvudstaden Ekbatana i det persiska kärnlandet. Vad som följde är omstritt: Om Smerdis, som de antika källorna berättar, verkligen redan år 523 f.Kr. hade blivit mördad i hemlighet skulle Kambyses ha vetat att det i detta fall måste röra sig om en usurpation av de mager som han tillsatt som riksföreståndare. I annat fall var det faktiskt hans bror Bardiya som reste sig mot honom. I varje fall bröt Kambyses omedelbart upp från Egypten för att slå ned upproret, men han dog redan under tillbakaresan, förmodligen på grund av en olycka. Herodotos antyder dock även möjligheten av ett attentat. Han berättar om ett möte som skedde i Egypten mellan Dareios och den senare kungen av Samos. Dareios yttrade en önskan om att få en röd mantel (kungaförhänge). Efter Kambyses död meddelade sig den egyptiske samtalspartnern hos Dareios och bad om sin belöning för kungaförhänget. Som tack hjälpte Dareios honom då till kungamakten i Samos. Dessa två möjligheter är fortfarande omdiskuterade i fackkretsar. Dareios beslöt nu enligt egen utsago att hämnas Kambyses. Sålunda for han tillbaka till Persien och kunde vinna sex gamla vänner, med vilka han hade åtnjutit hovmannamässig uppfostran, för att störta den "falske Bardiya", som uppgavs i verkligheten heta Gaumata och vara bror till ståthållaren Oropastes. I fästningen Sikayawautish i närheten av Ekbatana påträffade han Gaumata och dödade honom. Därpå for han med sina medförsvurna tillbaka till Persien, där han lät sig krönas till ny storkonung i Pasargadae, rikets ceremoniella huvudstad.
Som förmodligen sista direkta manliga avkomling av akemeniderlinjen efter sin far Hystaspes och sin farfar Arsames, vilka båda antagligen avstod från kungatiteln, såg sig Dareios nu som rättmätig efterträdare till Kambyses. Ändå stötte denna proklamation på motstånd i vissa riksdelar, då Gaumata hade varit mycket omtyckt hos det adliga överskiktet och även hos folket på grund av sin storsinta skattepolitik. Dessutom tillhörde Gaumata som magus även den mediska prästkasten, så att mordet på honom också liknade en blasfemi. Dareios försökte utan framgång utjämna detta genom att han bekände sig till guden Ahura Mazda. Huruvida han var anhängare till Zarathustra är oklart.
För att ytterligare legitimera sitt herravälde gifte han sig med en dotter till Kyros, Atossa. Kanske hoppades han redan vid denna tid att hon skulle bära honom en son, så att successionsfrågan skulle vara ordnad för framtiden. Dareios hade dock redan en son, som hade fötts av en kvinna som inte var släkt med akemeniderna.
Så långt den version som i grunddragen låter sig utläsas i Dareios egen framställning i klippinskriften i Behistun. Samtidigt betvivlas historien om den "falske Bardiya", som ifrågasätts redan hos Herodotos, ännu mer av antikhistoriker. Sålunda utgår man ofta från att denna historia skulle ha spridits från Dareios läger för att legitimera omständigheterna kring hans trontillträde. På detta sätt har nog även Herodotos fått reda på och återberättat denna historia. Särskilt påfallande är att ingen skulle ha fått med sig något från den äkta Bardiyas död. Detta verkar otroligt framför allt genom det faktum att Bardiya av Kyros hade anförtrotts herraväldet över hela det östra området av det persiska riket. Dareios hävdar i Behistuninskriften att "Gaumata" hade kunnat lura även den närmaste omgivningen, inklusive Bardiyas maka, i flera månader - om man inte tror på magi framstår detta som otroligt: Någon som såg ut som Bardiya och talade som denne, var väl även Bardiya, och inte Gaumata. Denna tes hör dock till den nyare forskningen, men vinner tilltagande acceptans. Ansatser till en framställning finns i de anförda verken av antikhistorikerna Pierre Briant, Fritz Gschnitzer och Josef Wiesehöfer.
Till detta kommer att forskningen idag i stor utsträckning är enig om att Dareios i verkligheten var högst mycket avlägset släkt med Kyros och Kambyses: Dessa tillhörde uppenbarligen inte alls akemenidersläkten, utan betecknade sig själva som teispider. En inskrift från Pasargadae, där Kyros själv betecknar sig som akemenid, är högst sannolikt en förfalskning som utförts på uppdrag av Dareios: Den fornpersiska skrift som inskriften är skriven med uppfanns först under Dareios tid. Därav talar mycket för att den genealogiska förbindelsen mellan teispider och akemenider är en konstruktion, som usurpatorn Dareios ville legitimera sitt välde med.

## Första regeringstid

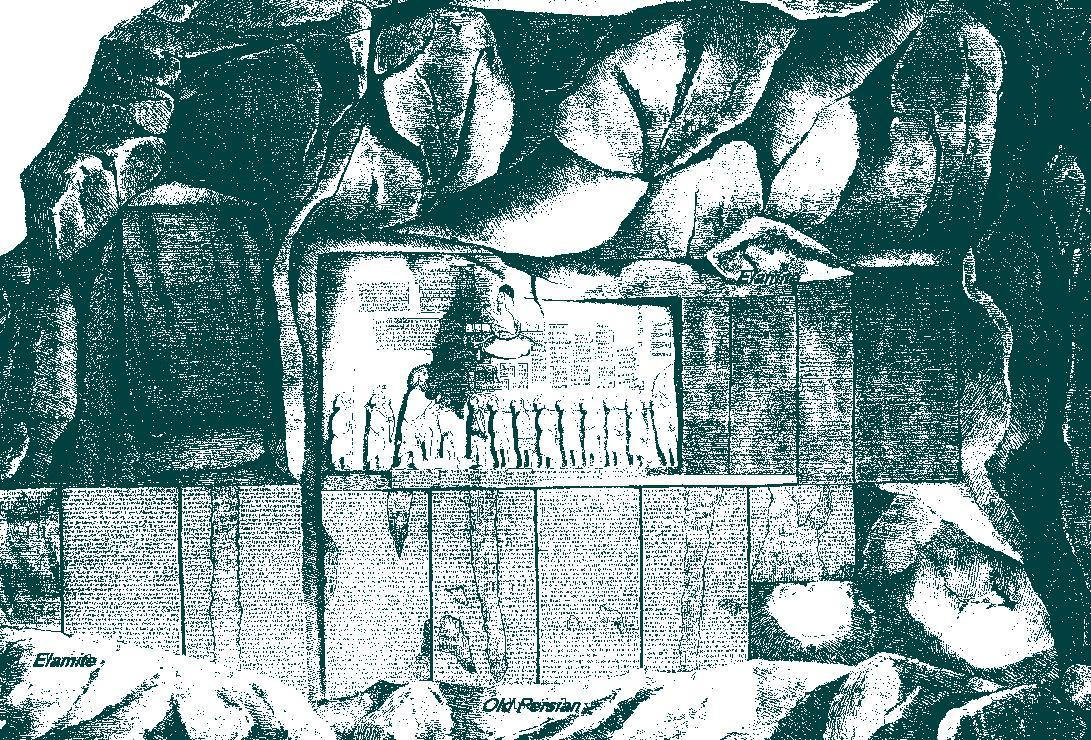
Behistuninskriften

Efter kröningen i Pasargadae drog Dareios till Ekbatana, där han fick uppgifter om uppror i Elam och Babylonien som upptändes av anhängare till Gaumata. Om den som Dareios störtade i själva verket var den äkta Smerdis, rörde det sig snarare om motstånd mot Dareios, som i så fall var usurpator. Det elamitiska upproret kunde kvävas i sin linda, då anföraren Ashina togs till fånga och avrättades i Susa. I Babylonien hade Nidintu-Bel utropat sig till kung under namnet Nebukadnessar III och hävdade att han var son till Nabonidus, den siste kungen av Babylon. Han besegrades av Dareios, som drog till Babylon med en armé. Medan Dareios fortfarande var i Babylon antändes ett nytt uppror i Baktrien, denna gång lett av en man vid namn Frada. Den egentlige satrapen av Baktrien förblev dock lojal mot Dareios och kunde fördriva Frada till öknen i nuvarande Turkestan, där han senare blev gripen och avrättad. Vid samma tid reste sig i Persis, persernas stamland, en man som också hävdade att han var Bardiya. I Elam förekom förnyade oroligheter. Även i Medien, Partien, Assyrien, Egypten, hos sattagyderna och åter i Babylonien förekom svåra oroligheter och strider. Mot slutet av år 522 f.Kr. befann sig därmed nästan hela Perserriket i uppror.
Dareios kunde ändå lita på en lojal militärmakt, som leddes av en anförtrodd, så att upproren slogs ned efter varandra inom ett år. Efter mordet på Gaumata hade Dareios sålunda enligt egen utsago besegrat sammanlagt åtta "lögnkungar". I slutet av 521 f.Kr. härskade åter fred i riket och endast gränserna i norr var fortfarande starkt hotade. Först 517 f.Kr. var även detta område pacificerat och de saker som var bosatta där hade gjorts tributpliktiga. Underkuvandet av dessa uppror beskrivs utförligt av Dareios i Behistuninskriften.

## Utrikespolitik

### Indien
Efter att herraväldet i det inre av riket hade säkrats, gällde det att förekomma möjliga hot som kunde utgå från den östra gränsen. Sålunda införlivades sattagydernas område slutgiltigt i Perserriket, och persiska trupper stötte fram ända till Indusdalen, som också kunde underkuvas fullständigt. Gandharerna, som redan sedan länge stod under persiskt herravälde, visade sig vara särskilt värdefulla för detta erövringsfälttåg. Indusdalen var inte endast säkerhetspolitiskt intressant. På de fruktbara slätterna fanns det många rika städer och i själva Indus utvanns guldstoft. Vidare kunde nu oinskränkt handel bedrivas med områdena i det inre av Indiska halvön. Ett uttryck för de ekonomiska intressena var antagligen den resa som företogs av Skylax från Karyanda, som färdades vid Persiska vikens kust för att pröva dess duglighet för handelssjöfart. Senare seglade han också runt Arabiska halvön till Egypten.

### Libyen och Egypten
Egypten hade avfallit från riket i början av Dareios regeringstid och återerövrades endast med stor möda. En betydande roll spelade här satrapen Aryandes, som tillsatts redan av Kambyses. För att åskådliggöra den roll som Egypten hade för det persiska riket besökte Dareios 518 f.Kr. landet personligen. Denna handling ansågs också allmänt som ett slutgiltigt nedslående av upproret och införlivande av Egypten i Perserriket. Kyrenaika hade redan underkastat sig perserna under loppet av Kambyses fälttåg i Egypten, men kunde återvinna sin oavhängighet under oredan år 522/521. Aryandes ansåg det som sin plikt att åter införliva detta område i riket. I ett fälttåg som sägs ha varit ytterst lömskt och brutalt erövrade han städerna Kyrene och Barka och utsträckte området för sin satrapi till Stora Syrten. Som persiska inskrifter belägger stod även de ickegrekiska invånarna i östra Libyen under persiskt herravälde.

### Thraker och skyter
Man antar att Dareios insåg att sakerna, som trots sin vasallstatus ännu utgjorde ett hot mot rikets norra gräns, var utbredda över ett område som sträckte sig från Aralsjön till nuvarande Ukraina. Det är möjligt att en strategi nu utarbetades att angripa sakerna, som av grekerna benämndes skyter, från deras västgräns, och därmed omringa dem. År 513 f.Kr. utskrevs ett riksuppbåd, en armé bestående av enheter från alla rikets områden, och ett fälttåg på det europeiska fastlandet förbereddes. Vid Byzantion byggdes en bro över Bosporen, vilket är belagt i en inskrift som har hittats där. Hären tågade över till Thrakien på andra sidan och lade detta land under persiskt herravälde, för att hålla den egna ryggen fri. Nu rörde sig armén längs Svarta havets kust och gick över Donau till sakernas område. Sakerna använde dock den brända jordens taktik och tvingade perserna på reträtt. Donaugränsen befästes och Thrakien blev på så sätt säkrat. Sakerna förblev dock ett ständigt hot under hela Akemeniderrikets historia.

### Grekland
Med fälttåget under åren 513/512 f.Kr. kom perserna för första gången sedan Kyros fälttåg i Mindre Asien i närmare kontakt med grekerna. Visserligen stod många områden i östra Medelhavsområdet som befolkades av greker under persiskt herravälde, men perserna intresserade sig ganska lite för detta land. Grekerna hade sedan länge en rad kolonistäder längs Mindre Asiens kust, kallat Jonien, den mest kända Miletos. Eftersom Makedonien blev en vasall till Persien på samma gång som Thrakien, trodde de oavhängiga grekerna att de snart själva skulle hamna i storkonungens synfält. Aten försökte förebygga detta genom att sluta ett förbund med Perserriket 506 f.Kr. På den persiska sidan förstods detta som en formell underkastelse. 
Fastän de joniska greker som levde vid Mindre Asiens kust åtnjöt talrika privilegier under perserna - de beviljades bland annat till och med en egen satrapi - gjorde de uppror 500 f.Kr., ledda av Miletos. De vägrades hjälp av Sparta men fick i stället understöd av Aten och Eretria. Atenarna bröt mot förbundsfördraget och sände militärt stöd. 499 f.Kr. blev huvudstaden i satrapin Lydien, Sardes, intagen och förstörd. Perserna reagerade med massiva vedergällningar. Även på Cypern skedde militära aktioner.

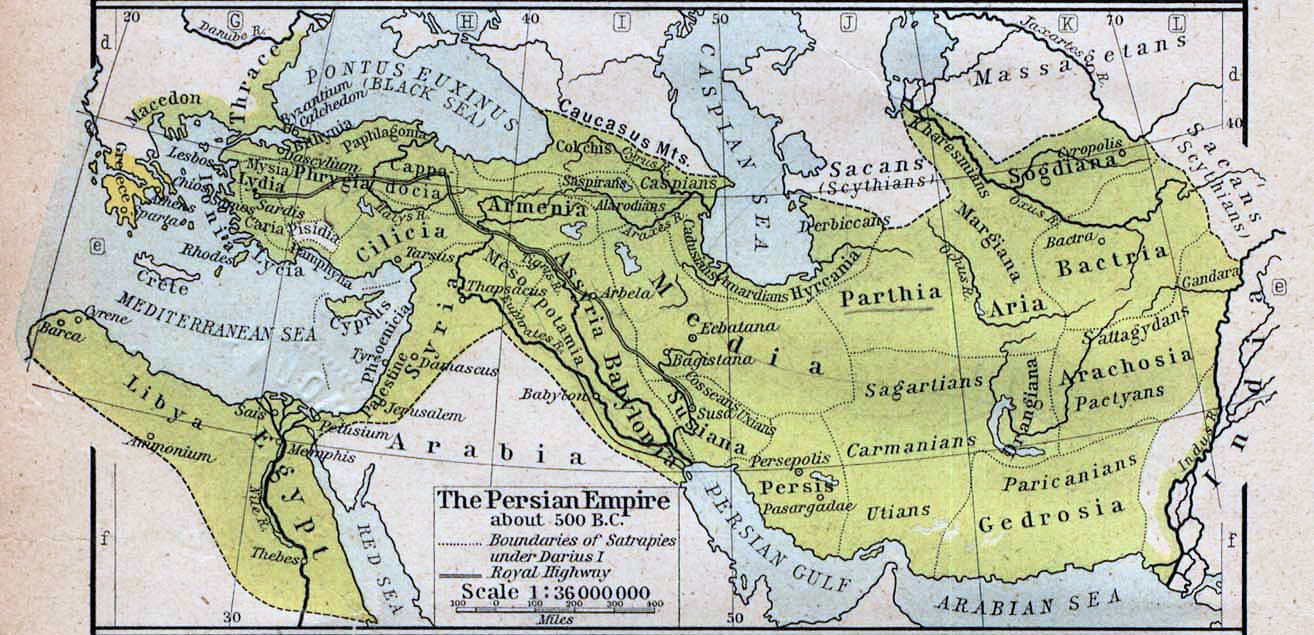
Perserriket omkring 500 f.Kr.

Som slutpunkt för detta "joniska uppror" räknas intagandet och förstörandet av staden Miletos, som hade setts som anförare för revolten, 494 f.Kr. Invånarna i Miletos lär ha sålts som slavar och staden brändes. Två år senare, 492 f.Kr., skickades en flotta för att straffa Aten och Eretria och förebygga ytterligare oroligheter. Straffexpeditionen, som leddes av Mardonios, misslyckades dock med sitt uppdrag. Thrakien och Makedonien, vilka avföll från riket i samband med det joniska upproret, återerövrades, men expeditionen mot Aten strandade genom att den persiska flottan slogs i bitar mot berget Athos i en storm. Två år senare genomfördes ett förnyat fälttåg under Datis och Artafernes, vilket för tillfället förlöpte framgångsrikt. I Egeiska havet kunde den persiska hegemonin uppbyggas och Eretria förstördes. Den persiska hären landade kort därpå vid Marathons slätter, där den skulle genomföra ett öppet fältslag mot atenarna. Strategin ändrades efter några dagar och Aten skulle angripas direkt med flottan. När hären åter inlastades på skeppen anföll atenarna under ledning av Miltiades d.y. och förintade en del av den persiska armén. Sedan drog den i ilmarsch till Aten, varigenom den kunde förhindra att staden kapitulerade. Perserna tågade sedan tillbaka. De numerärt överlägsna perserna besegrades här av en samlad grekisk styrka.
Tidigare har detta slag, slaget vid Marathon, tilldelats en världshistorisk betydelse och framställts som en framgång i förenandet av det fria Västerlandet mot den orientaliska despotin. Samtidigt har dock historiker argumenterat för att persernas avsikt endast var att bestraffa atenarna som trolösa förbundna, och inte att underkuva Grekland. Först Dareios son Xerxes I företog en storskalig invasion av det grekiska fastlandet.
Trots misslyckandet inför Aten räknades västgränsen som pacificerad, eftersom den joniska kusten fortfarande befann sig fast i persisk hand.

## Inrikespolitik

### Förvaltning och militär

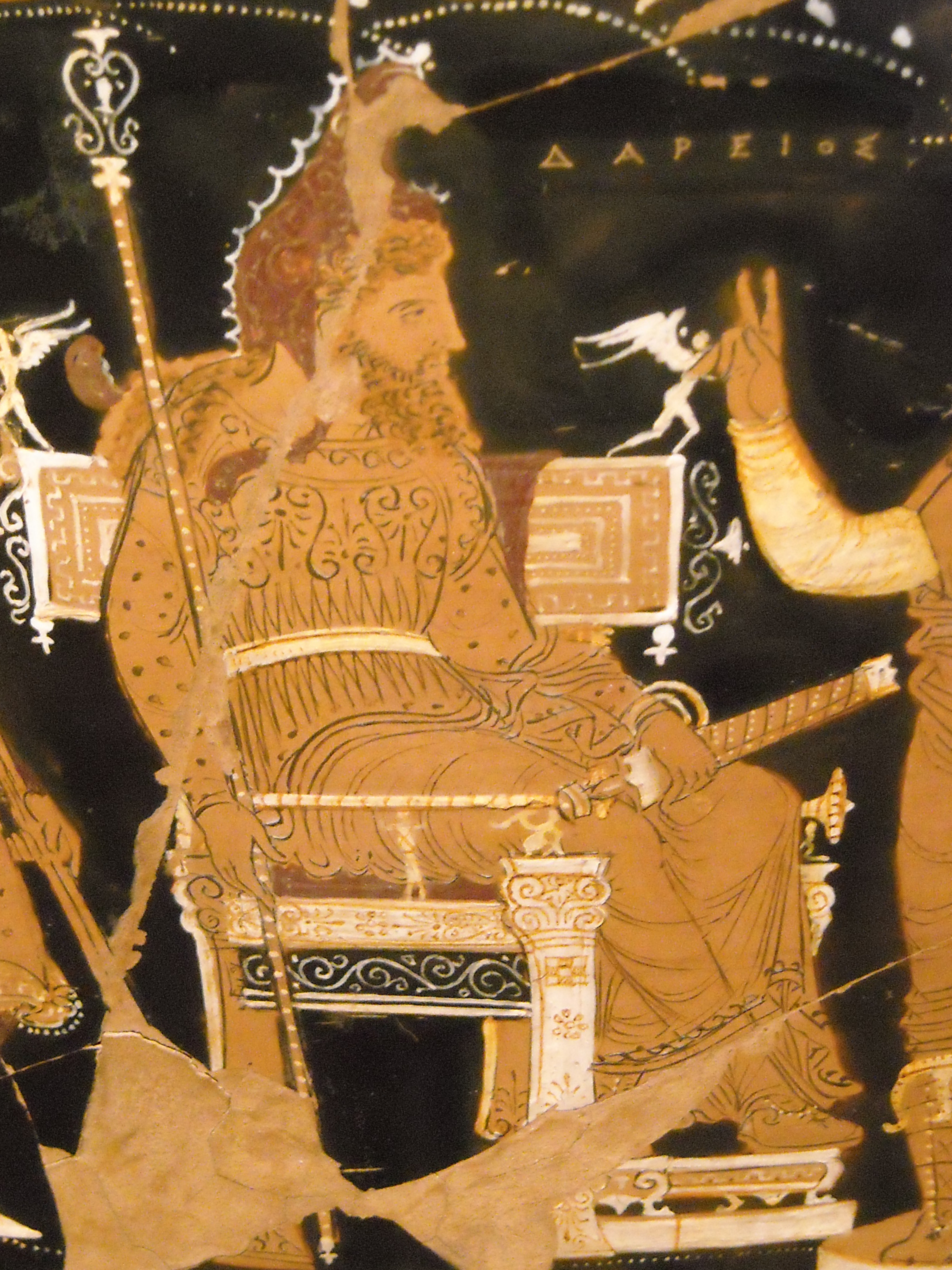
Dareios på rödfigurig grekisk vasmålning från Neapel

Under de tidiga åren av sin regeringstid genomförde Dareios en storskalig förvaltningsreform, vars huvudsakliga beståndsdel var inrättandet av enhetliga provinser, satrapierna. De enskilda satrapiernas omfång och lägen, liksom formen och nivån på deras skatteuppbörd, är osäkra, då källorna till detta, Herodotos satrapilista och persiska kungainskrifter, avviker starkt från varandra. En stor byråkratisk apparat, som framför allt är bekant från egyptiska uppteckningar, stod vid satrapernas sida. Kanslispråket var fram till Artaxerxes I:s regeringstid elamitiska och avlöstes sedan av arameiska. Att satrapen utnämndes av storkonungen och det faktum att en sådan satrap - bortsett från några få kända undantag - innehade ämbetet fram till slutet av sitt liv, låter slutsatsen dras att deras poster liknade en under- eller vasallkungs. En satraps fullmakter i sin provins var enorma, och han hade bara att rättfärdiga sig inför storkonungen, men måste också bistå med här och betala tribut åt honom. Satrapen Aryandes genomförde enligt Herodotos krigståg på egen hand och ska även ha präglat egna mynt. Liksom storkonungen och de högsta ämbetsmännen vid dennes hov innehade satraperna också egna sigill.
Detta förhållande är likväl inte omedelbart att jämföra med medeltidens länsfurstendöme, då obestridd central makt fortfarande utgick från storkonungen. Så hade storkonungen exempelvis också möjligheten att med ett riksuppbåd skriva ut en här under sin personliga - eller av honom personligen anförtrodda - ledning. Redan namnet på detta riksuppbåd tyder på det att truppkontingenter från hela riksområdet skrevs ut, ordnade efter enskilda folkgrupper. Därtill införde Dareios också en stående armé, som avlöste hans föregångares milistrupper. Denna armé hade bland annat i uppgift att bevaka den inre säkerheten - liknande moderna polistrupper - och i alla större städer fanns det garnisoner. Dessutom fanns det förband som ansvarade för gränssäkerhet. Från Egypten är dessa bekanta som legosoldatförband som var stationerade i gränsstäder. Det kungliga livgardet, känt som de Odödliga, var också ett militärt förband, som sattes in i krigssituationer.

### Ekonomi och samhälle
Ett vidsträckt vägnät anlades, som förband alla viktiga områden i riket med varandra. Av dessa "kungsvägar" är den som ledde från Efesos respektive Sardes till Susa (och egentligen ända till Persepolis) den mest kända, då Herodotos beskriver den utförligt i sin Historia. Handel och transport underlättades också genom byggandet av bron över Bosporen samt färdigställandet av en kanal från Röda havet till Nilen som redan hade påbörjats av den egyptiske faraon Necho II.

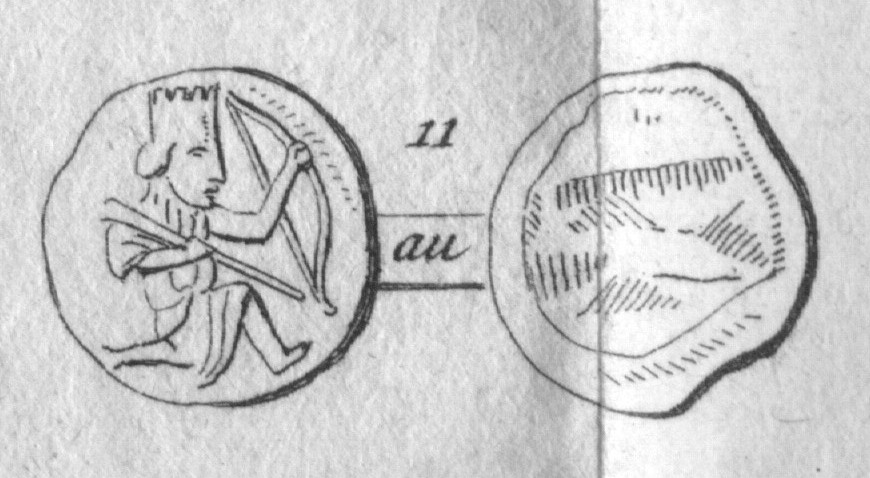
Dareik
ur Eckhel: Kurzgefasste Anfangsgründe zur alten Numismatik; Wien, 1787

Under Dareios reformerades även myntväsendet och för första gången infördes en enhetlig valuta för hela riket, dareiken. Denna visade sig mycket gynnsam, särskilt för inrikeshandeln.
Alla folk i riket tilläts utöva sina egna seder och religioner. Vissa kände sig ändå förfördelade, eftersom de antingen, som Egypten, var missnöjda med den persiska överhögheten i sig, eller, som Medien, Lydien och Babylonien, på grund av att illusionen om deras gamla rikes fortbestånd förstördes genom att deras tidigare riksområden uppsplittrades i flera satrapier. Jonerna, som åtnjöt talrika privilegier under lydierna och slutligen även kunde "hellenisera", alltså grekiskprägla, det lydiska riket, hade inte denna makt över storkonungen. Kanske kan det joniska upproret förstås ur denna frustration.
Likväl bröts inte med alla traditioner. Storkonungens personalunion med kungen av Medien och Babylonien bestod fortsatt. Dareios utnämnde, liksom redan Kyros och Kambyses hade gjort, sin son och kronprins Xerxes I till kung av Babylon. Han själv förde dessutom vidare den egyptiska faraotiteln.
Under Dareios uppstod på så sätt vad man skulle kunna kalla en Pax Persica, en "Persisk fred", ett tillstånd av inre fred i riket, som präglades av ett försiktigt utjämnande av riksstrukturerna och i vilken riket hade en säker, ordnad enhet. Denna fann inte minst uttryck i att Dareios inte mer framställde sig som "Persernas kung" utan som "Ländernas och folkens kung" och på reliefer i de kungliga palatsen framställde rikets mest representativa folkslag som likaberättigade under kungen. Endast i fråga om avgiftsplikten hade perserna privilegier. De hade varken en satrap eller behövde betala tributer till kungen.

### Hot mot den inre freden
Under nästan hela Dareios regeringstid rådde fred i riket. Endast Egypten var en osäker provins. Här hade satrapen Aryandes utvidgat sin makt avsevärt under sin tid vid makten och ska enligt Herodotos till och med ha präglat egna mynt efter förebild från dareiken. Om detta faktiskt ska betraktas som uppror mot Dareios måste betvivlas, framför allt med hänsyn till det faktum att satraperna som ovan anmärkt i allmänhet hade mycket stor makt, och i senare tider präglades mynt i större utsträckning även i provinserna. År 486 f.Kr. utbröt ett öppet uppror, som antagligen främjades av egyptiska krafter. Aryandes hade redan dött 500 f.Kr.
Om man bortser från sakerna i rikets nordliga gränsområde, vilkas aktiviteter vid Dareios tid inte är säkerställda, var den enda andra oroshärden vid Dareios tid den joniska västgränsen. Där skedde 499 f.Kr. det uppror som kan ses som början till Perserkrigen. I övrigt var läget i riket stabilt och lugnt, vilket antagligen framför allt kan förklaras av den skickliga nyordningen och den inrikespolitiska maktutövningen.

## Religionspolitik
Dareios fortsatte Kyros politik, enligt vilken varje invånare tilläts fri religionsutövning. Denna toleranta religionspolitik var också ett medel till att befästa det akemenidiska herraväldet. Uttryck för denna tolerans är det positiva omnämnandet om Dareios i boken Esra i Gamla Testamentet, där hans stöd till nybygget av templet i Jerusalem omnämns. Det har dock framförts tvivel på framställningen, då greken Xenofon offentliggjorde dessa berättelser först i sitt litterära verk Kyros uppfostran (även kallat Kyropaidia) omkring 362 f.Kr. Verket framställer dock inte faktiska historiska händelser. Inskrifter av Dareios själv beträffande stödet till nybygget saknas hittills.
Visserligen främjade Dareios zoroastrismen, men den upphöjdes inte till statsreligion. Det är snarare oklart på vilket sätt de fornpersiska visa ärades vid denna tid. Högsta gud var Ahura Mazda, som inte tålde några andra gudar jämte sig. Detta var ett brott med Dareios föregångare, som var anhängare till den gamla persiska polyteismen. Det antas att Dareios övertog denna religionstillhörighet från sin far.
Främjandet av zoroastrismen genomfördes försiktigt. Magerna förblev den högsta prästkasten, och på befallning av storkonungen offrades också till de gamla persiska, elamitiska och babyloniska gudarna. Endast i kungainskrifterna förekommer Ahura Mazda som den enda omnämnda guden. Det antas till och med att den staty som Dareios lät resa till sin fru Artystone var en staty av den persiska modergudinnan Anahita.
Forskare har därför kommit till två slutsatser: Antingen var Dareios omvändelse till zoroastrismen en läpparnas bekännelse, eller så skedde den inte. Guden Ahura Mazda finns i alla fall belagd som en av flera gudomar även från förzoroastrisk tid. Ärandet av Ahura Mazda som enda gud efter zoroastriska påbud lät sig inte genomföras. Från Artaxerxes II:s tid finns officiella kulthandlingar till ära för Anahita och Mithras belagda. Båda dessa hade anhängare även under sassanidertiden.

## Byggnadsverksamhet

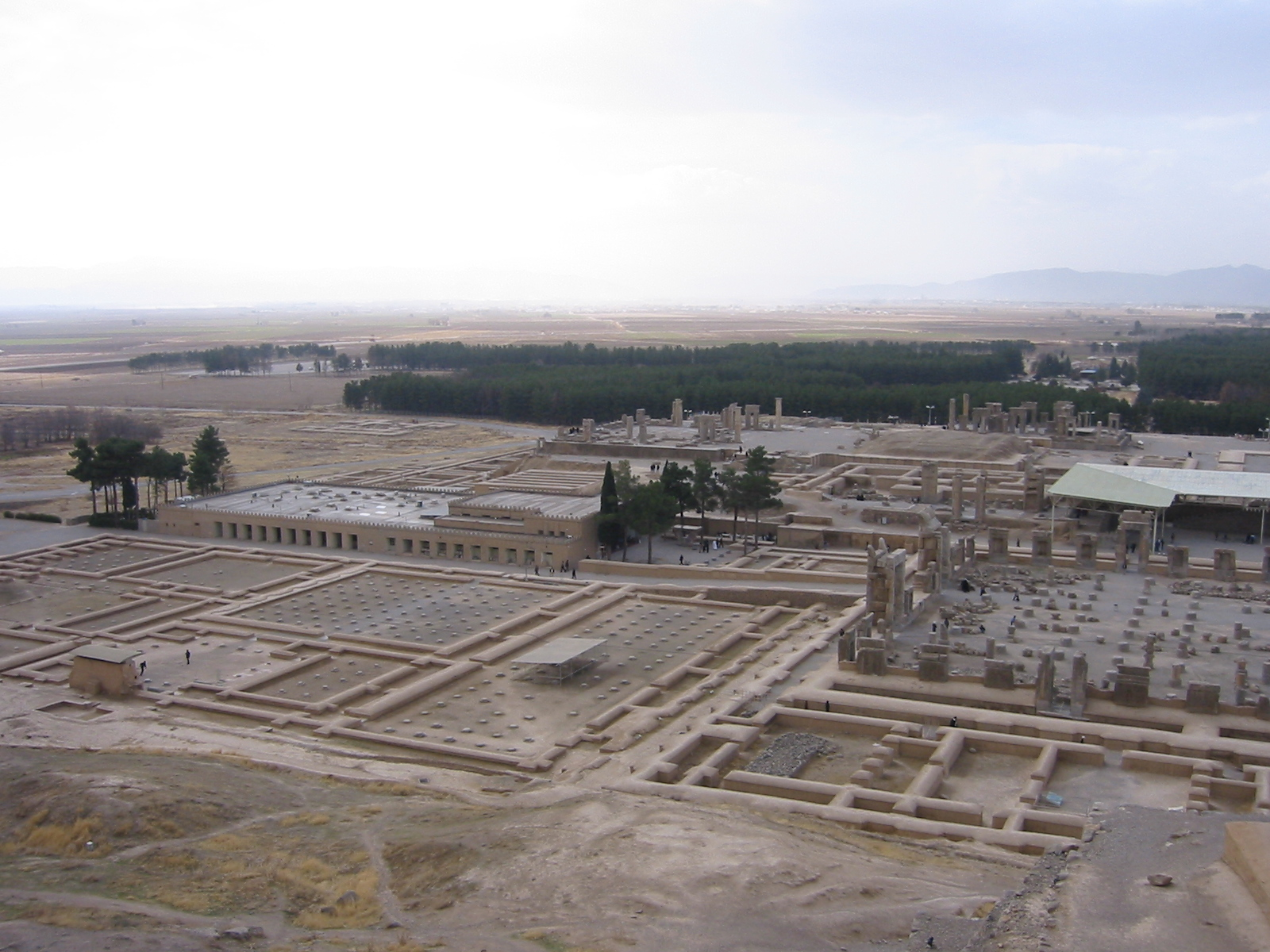
Ruinerna av Persepolis. I förgrunden skatthuset, bakom till höger Dareios-palatset.

Dareios kände sig helt och hållet som perser och ville därför flytta rikets centrum från det mediska Ekbatana och det mesopotamiska Babylon tillbaka till stamlandet, Persis. I dess omedelbara grannskap låg Elam med sin gamla kungsstad Susa, som Dareios byggde upp till sitt huvudresidens och som behöll denna funktion fram till rikets slut. Men även i Persis självt lät han upprätta ett residens vid en äldre stad som redan förut hade varit förvaltningscentrum, antagligen för att ge Persien självt en huvudstad. Därför fick staden, i överensstämmelse med den förborgade seden att ge ett lands huvudstad samma namn som landet självt och dess folk, namnet Parsa. Grekerna kallade samma stad Persepolis.

### Susa
I Susa skapades ett helt nytt palatskomplex i den norra delen av staden. En konstgjord terrass anlades, på vilken en mottagningssal (fornpersiska Apadana) och ett palats i egentlig mening upprättades. Under Artaxerxes I:s regeringstid förstördes detta palats i en brand, men blev senare återuppbyggt. Från den ursprungliga byggnaden finns endast reliefer av glaserade tegelstenar bevarade, vilka idag till största delen står i Louvren i Paris.

### Persepolis
Byggnationerna i Persepolis liknade dem i Susa. Även här byggdes en konstgjord terrass, på vilken en apadana stod. Dessutom uppfördes ett litet palats, förmodligen för privata syften. Detta byggnadsverks dimensioner är likväl något mindre än i Susa. Som tredje byggnad på terrassen uppfördes ett skatthus, som måste ha blivit utvidgat redan under Dareios regeringstid. Även nedanför terrassen uppfördes förvaltningsbyggnader, men dessa har hittills knappast kunnat urskiljas arkeologiskt.  
Såväl i Persepolis som i Susa uppfördes byggnaderna påvisligen av hantverkare från hela riket och av material från olika länder. På reliefer i trappuppgångar finns rikets olika folkslag avbildade med gåvor och dräkter som var typiska för deras länder.

### Pasargadae
Förmodligen redan under Kyros styre förlorade Pasargadae rollen som egentligt regeringssäte, och blev istället den ceremoniella och sannolikt även religiösa huvudstaden i riket. Byggnader som förmodligen påbörjades av Kyros avslutades av Dareios. Dessutom anlades ett nytt palats. Byggnadssättet påminner bitvis om det i Susa och Persepolis. Visserligen sattes en byggnadsinskrift i Kyros namn på en byggnad, men det faktum att den kilskrift som användes infördes först under Dareios talar för sig självt.

### Egypten
Även i Egypten finns belägg för en livlig byggnadsverksamhet av Dareios, som huvudsakligen återspeglas på det religiösa området. Talrika tempel byggdes respektive restaurerades under hans regeringstid, däribland Hibis-templet och Qasr el-Ghueda i oasen Kharga, Ptah-templet i Memfis, Nechbet-templet i El-Kab och Busiris-templet. Dareios byggnationer kan vidare ses i Karnak, i Fayyum och i Sais. Byggmaterialet utvanns delvis ur stenbrottet i Wadi Hammamat, där klippinskrifter med Dareios namn finns.
En betydande prestation är även färdigställandet av en 84 kilometer lång kanal som påbörjades redan under farao Necho II och ledde från den östliga Nilarmen över Wadi Tumilat till Röda havet och därmed möjliggjorde en direkt förbindelse från Persien till Egypten. Längs kanalen har stelar upphittats med skrift på egyptiska, fornpersiska, elamitiska och akkadiska.

### Konstnärlig och arkitektonisk utveckling under Dareios

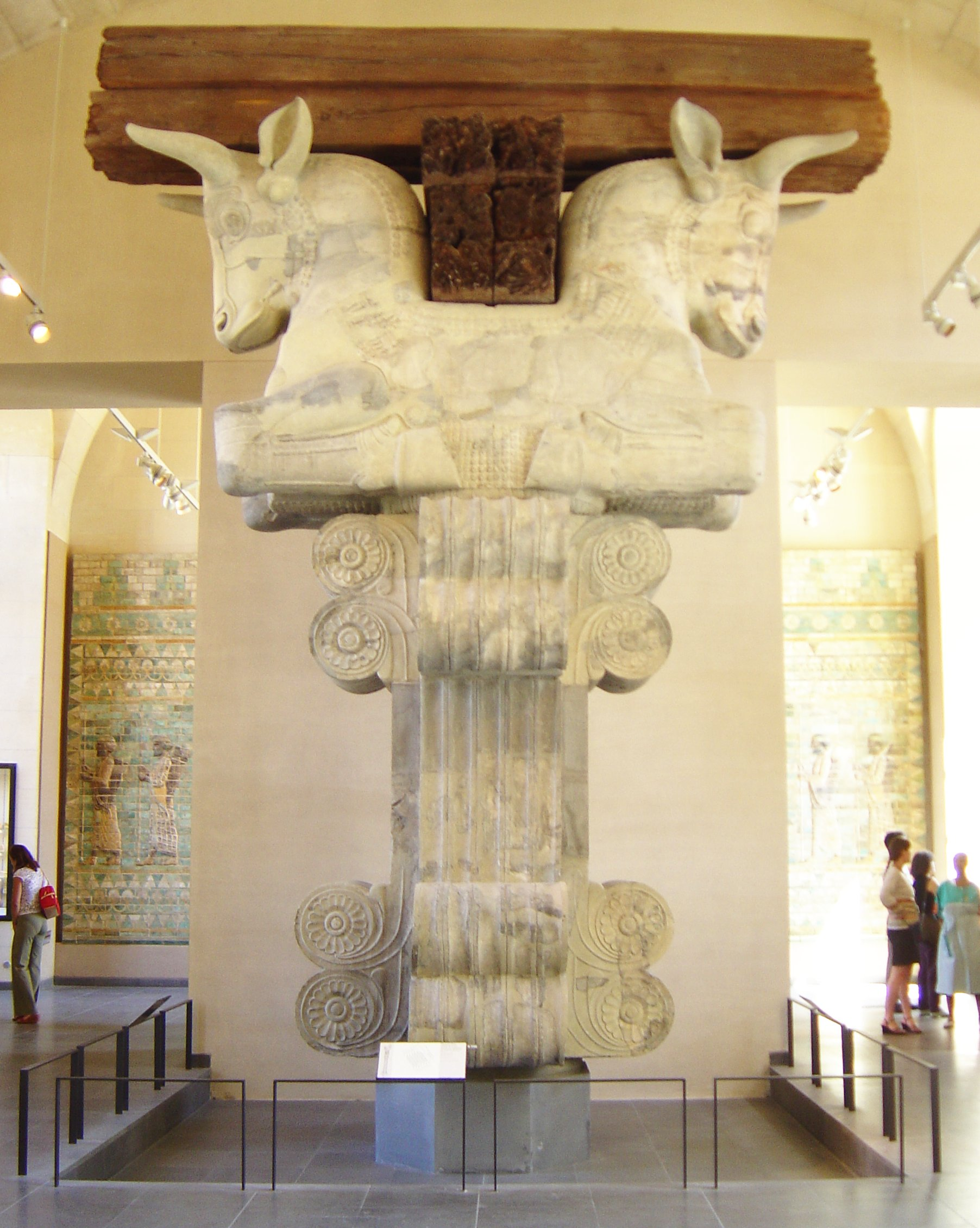
Kapitäl från Susa, numera i Louvren

Under Dareios skedde ett brott i förhållande till hans föregångare på området konst och arkitektur. Visserligen finns det från Kyros tid och framför allt från Kambyses tid endast få arkeologiska källor, men de få som finns tillåter slutsatser om vidareföring av lokala traditioner. En känd relief från Kyros tid i Pasargadae antyder elamitiskt inflytande. Endast Kyros grav sticker av i sin form, och det finns inga direkta förebilder för denna byggnad. Under Dareios sammanfördes nu medvetet de olika konstnärliga och arkitektoniska stilelementen från hela riket. De monumentala kannelerade kolonnerna i palats och offentliga byggnader förefaller, bortsett från byggmaterialet och storleken, grekiska i skaftet, men är förmodligen skapade efter mesopotamisk förebild. Kapitälen tycks framför allt ha egyptiska influenser. 
Liksom flera vetenskapsmän från området fornorientalistik och även egyptologi förmodar, är framför allt grunddragen i palatsen i Persepolis av egyptiskt ursprung. Sålunda kände sig utgrävarna av Amarna vid betraktandet av planritningen påminda om Persepolis (för detta se nedan anförda verk av Gerd Gropp). Däremot verkade palatsen i Persepolis enligt indologers och antikhistorikers åsikt som förebild för palats i Indien och byggnader i Grekland.
Liksom i den forna Orientens hela historia är även under akemenidernas tid reliefen den dominerande konstformen. Den används i inskrifter, på palatsväggar och trappuppgångar. Under Dareios föregångare var reliefkonsten präglad framförallt av elamitiska förebilder. Under Dareios visade sig tydliga mesopotamiska (främst assyriska) influenser. Ursprungligen var relieferna bemålade och ofta även infattade med värdefulla material. Till exempel var vissa skägg på relieferna i Persepolis av lapis lazuli. 
Babyloniska influenser visar sig framför allt i reliefer som har hittats i Susa och, åtminstone delvis, härstammar från Dareios tid. Till skillnad från i Persepolis, där relieferna var slagna av sten och bemålade, bestod relieferna i Susa av mångfärgade, glaserade tegelstenar, som för tankarna till processionsgatan och Istarporten i Babylon.
Under Dareios upplevde även skulpturen en uppblomstring. Små och större statyetter skapades, vilka nu endast delvis är bevarade. De bestod av värdefulla material som lapis lazuli och elfenben. Dessutom har även en staty av Dareios i naturlig storlek upphittats i Egypten, vilken visar honom i elamitisk klädsel och persiska härskarinsignier, men uppvisar en inskrift i fornegyptiska hieroglyfer.  
Likaså uppstod mindre konstverk och konstfulla bruksföremål av ädelmetall, framför allt guld och silver. En mängd sådana föremål har upphittats i Oxusskatten. Dessutom har enstaka tygrester och en större matta hittats, vilka antyder en stor färdighet även på detta område.

## Personlig omgivning

### Familj

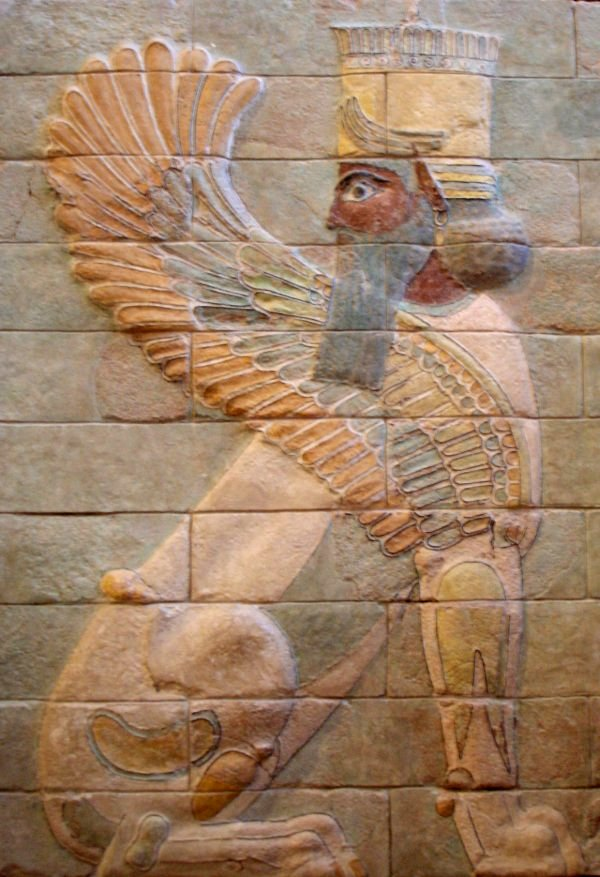
Relief av en bevingad sfinx av glaserat tegel från Dareios palats i Susa.

Dareios var son till Hystaspes, en satrap av Parthien, som i sin tur var son till Arsames. Båda var ännu i livet vid Dareios trontillträde. Dessutom förde Dareios i Behistuninskriften sitt stamträd tillbaka till stamfadern Achaimenes. Redan vid dennes barnbarn anger Dareios dock en avskiljning från den linje som senare Kyros och Kambyses tillhörde. Detta ger därför slutsatsen att Dareios visserligen tillhörde den persiska högadeln, men endast på långt håll var släkt med storkonungarna Kyros och Kambyses. Av dessa orsaker gifte sig Dareios vid sitt trontillträde med Atossa, en dotter till Kyros. Med henne hade han fyra söner, Xerxes, Achaimenes, Masistes och Hystaspes. Med en ytterligare dotter till Kyros, Artystone, hade han två söner, Arsames och Gobryas. Från den omedelbara kungliga omgivningen tog sig Dareios även Parmys, Bardiyas dotter, till fru. Med henne fick han en son, Ariomardos. 
Dessutom gifte sig Dareios med ännu en kvinna från den persiska högadeln, Faidime, dottern till hans medförsvurna Otanes. Om några barn utgick ur detta äktenskap, och i så fall hur många, är inte känt. Slutligen gifte sig Dareios även med sin egen brorsdotter Fratagone. Från detta äktenskap kom två söner, Abrokomas och Hyperantes.
Redan före tronbestigningen hade Dareios gift sig med en dotter till hans senare medförsvurna Gobryas, vars namn inte är känt. Detta äktenskap producerade tre söner, Artobarzanes, det förstfödda av alla Dareios barn, Arabignes och Arsamenes. Inga döttrar till Dareios är kända.
Fastän Artobarzanes som förstfödd gjorde anspråk på tronföljden var det redan klart på grund av det faktum att Xerxes var Kyros förstfödda barnbarn att han skulle ta över tronföljden. Som dennes mor hade Atossa därför också det största inflytandet på statsgöromålen och på Dareios själv. Av dessa orsaker är det också tydligt varför Aischylos låter Atossa uppträda som enda kvinna vid kungahovet i sitt drama Perserna.
Ändå hävdar Herodotos att Dareios älskade Artystone mest, och lät uppföra en staty till hennes ära.

### De "Sju perserna"
Då Dareios for tillbaka till Egypten kunde han förlita sig på stöd från sex adelsmän som senare blev bland de mest privilegierade männen i riket. Dareios måste ha känt dem redan från sin ungdom, delvis kan de också ha varit släkt. Ostanes (fornpersiska Hutana) hörde till den förnämsta adeln och hade möjligtvis även tillgång till Gaumatas kungliga hov. Han var meder och ansågs av grekerna som styvbror till Kyros, vilket dock vederläggs av Behistuninskriften, som anger hans fars namn som Tukra. De övriga försvurna var Gobryas (fornpersiska Gaubaruwa), som förmodligen tillhörde en gammal elamitisk adelsfamilj, Intafernes (Windafarna), Aspathines (Aspačana), Hydarnes (Widarna) och Megabyzos (Bagabuchša). Dessa försvurna bildade senare med sin familjer rikets adelselit. De innehade de högsta ämbetena, som annars var förbehållna släktingar till storkonungen. Ända in i sassaniderriket kan sju adelsfamiljers dominerande ställning urskiljas.
Dareios ärade de sex medförsvurna även genom avbildningar på kungliga reliefer. Det är inte alltid alla som är avbildade, men minst några dyker alltid upp i funktionen som kungliga dignitärer.  
Intafernes, som namngavs av Dareios som den förste av de medförsvurna, föll snart i onåd, då han störde kungen genom respektlöst uppträdande när denne sov med en kvinna. Medan Intafernes själv blev avrättad, förblev hans familj skonad och intog senare samma privilegierade ställning. Denna episod som berättas av Herodotos låter sig bekräftas genom omsorgsfullt studium av kungainskrifterna.

## Självframställning

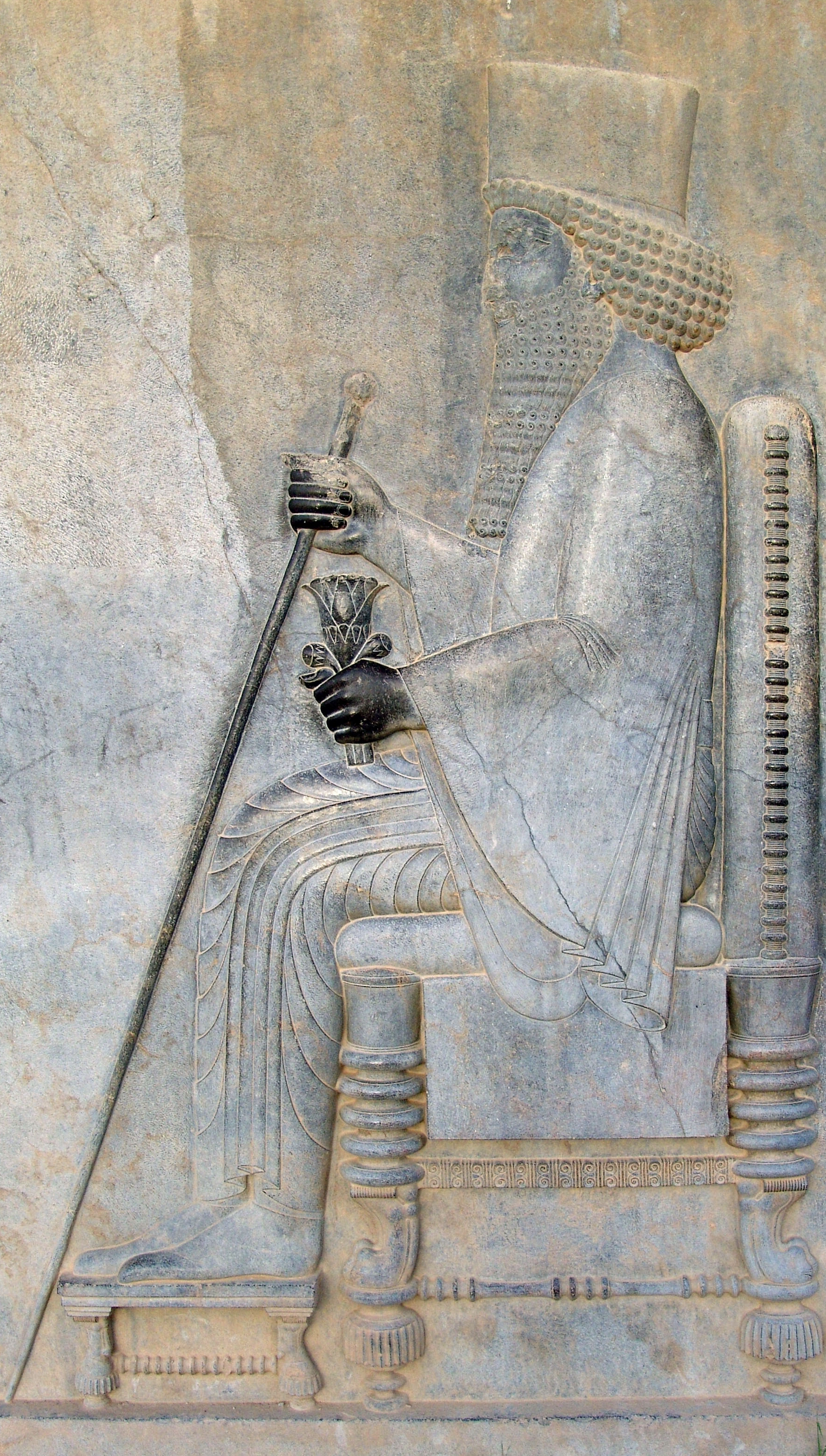
Relief från Persepolis föreställande kung Dareios

Dareios underhöll som ingen annan akemeniderkung en storskalig propagandaapparat. Unikt för rikets historia är att han demonstrerade personlig närvaro i hela området för sitt välde. Till och med i Thrakien, Egypten och Bosporenområdet, alltså i länder som ligger långt borta från rikets kärnland, har inskrifter bevarats till idag. I dessa presenterar Dareios sitt rike som en enhet underställd honom. Vidare framställer han sig personligen med sitt fulla namn och ger uttryck för sitt anspråk på att vara härskare över alla länder och folk. Denna text uppträder formelartat och närmast oförändrat i alla inskrifter som givits i uppdrag av honom:
Jag är Dareios kungen, son av Hystaspes, en akemenid, kungarnas kung.
Specifik översättning av inledningen till Behistuninskriften efter H. Koch, Es kündet Dareios der König..., s. 17
Det kan inte uteslutas att Dareios upprepar denna utförliga självbeteckning för att legitimera sitt anspråk på akemeniderrikets tron, som ju inte var oomstritt.
Med detta universella härskaranspråk ingår också det sätt på vilket Dareios presenterade sig personligen. Inskriften från Behistun liksom även den på hans grav i Naqsh-i Rustam framställer honom som förebild för alla perser, förmodligen för alla invånare i riket över huvud taget. Dareios förkroppsligar här ett persiskt ideal, som även återfinns hos Herodotos och Xenofon. Sinne för rättvisa och självbehärskning framhålls särskilt. Vidare betecknar sig Dareios som mästare i alla konster som fordras av en anständig man: ridning, bågskytte och spjutstrid. Inte minst betecknar sig storkonungen som fiende till lögnarna och lögnen och benämner följaktligen också de usurpatorer som han bekämpade i början av sitt välde "lögnkungar."

## Eftermäle
Bilden av Dareios i historien är framför allt präglad av hans gärningar som förnyare av Perserriket och som motståndare till grekerna i Perserkrigen. I det senare fallet är det påfallande att Dareios själv aldrig uttryckligen framstår i ett dåligt ljus hos grekerna. Herodotos framställning är jämförelsevis objektiv och neutral. Händelser som kunde vanhedra Dareios blir ofta antingen, som fälttåget i Libyen, tillskrivna andra personer eller, som invasionen av Grekland, framställda förkortat eller helt utelämnade. Det sista gäller exempelvis striden om herraväldet under åren 522/521 f.Kr.
Likaså anmärkningsvärt är det faktum att Dareios i Aischylos drama Perserna porträtteras som en vis och ärevärd kung, som dömer sin son Xerxes fälttåg å det skarpaste. 
I den moderna forskningen har dessutom nya kunskaper från arkeologin lett till att Dareios i stor utsträckning betraktas positivt. Sålunda uppträder han hos Heidemarie Koch rentav som en tolerant och modern härskare som enbart var mån om sina undersåtars välgång, men denna uppskattning delas endast av några få forskare. Andra historiker håller tillbaka sitt omdöme och försöker som Josef Wiesehöfer och Pierre Briant även belysa figuren Dareios negativt, men de måste ändå bevilja Dareios en framträdande betydelse och en unik härskarideologi. Alltså framstår det inte som förunderligt att Dareios ofta ges tillnamnet "den store."
Asteroiden 7210 Darius är uppkallad efter honom.

## Kronologi
- 549 f.Kr. Dareios födelse.
- 525 f.Kr. Dareios medföljer Kambyses II som kunglig lansbärare till Egypten.
- 522 f.Kr. Gaumatas maktövertagande. Kambyses död. Dareios åker tillbaka till Persien och låter kröna sig till kung.
- 521 f.Kr. Slut på upproren mot Dareios.
- 519 f.Kr. Seger över sakerhärskaren Skunxa.
- 518 f.Kr. Dareios reser till Egypten.
- 515 f.Kr. Grundande av Persepolis. Xerxes I föds. Hjälper till med återinvigningen av Jerusalems tempel
- 513 f.Kr. Erövring av Kyrenaika. Fälttåg mot skyterna. Erövring av Thrakien.
- 512 f.Kr. Införande av dareiken.
- 507 f.Kr. Förbund med Aten.
- 500 f.Kr. Invigning av den första Suezkanalen.
- 499 f.Kr. Joniska upproret. Förstöring av Sardes.
- 494 f.Kr. Erövring av Miletos. Slut på det joniska upproret.
- 492 f.Kr. Mardonios misslyckade invasion av Grekland.
- 490 f.Kr. Datis och Artafernes misslyckade invasion av Grekland.
- 486 f.Kr. Uppror i Egypten. Dareios död.

### Persiska källor
Det finns många arkeologiska källor till Dareios regeringstid. Rättfärdigandeberättelsen i Behistun samt talrika inskrifter från hela riket vittnar om hans politiska verkan. Dessutom finns det i Persepolis, Pasargadae, Naqsh-i Rustam, Susa, Babylon och andra orter många ruiner, av vilka hänvisningar om förvaltningen av Perserriket under hans tid kan utvinnas. De mest betydelsefulla är här förvaltningsanteckningarna från Persepolis i form av lertavlor med elamitisk skrift.

### Grekiska källor
Ur grekisk synvinkel finns framför allt Herodotos Historia, som täcker hela Dareios regeringstid, men ändå måste betraktas kritiskt på grund av jäv. Dessutom tillskrivs Dareios också en betydande roll i dramat Perserna av Aischylos, ur vilken å ena sidan den grekiska Dareiosbilden liksom också å andra sidan möjligen Dareios egen inställning till Perserkrigen kan anas. Hos andra grekiska författare finns också enstaka anmärkningar om Dareios.

### Bibeln
I boken Esra (kapitel 6, vers 1) i Gamla Testamentet beskrivs kungörelsen och noggranna anvisningar till nybygget av Jerusalems tempel. Dess fulländning och invigning i Dareios sjätte år (mars 515 f.Kr.) omnämns också i Esra (kapitel 6, vers 15), och därmed uppfylls Jeremias 70-års-profetia. En fiktiv brevväxling mellan Kyros och Dareios med kung Ahasveros respektive Artaxerxes, Dareios I:s barnbarn i vars regeringstid Esra och Nehemja kom till Jerusalem, beskrivs också (kapitel 4, vers 7). 
Den storslagna finansieringen av tempelbygget förunnade inte bara Dareios, utan även hans efterföljare det judiska prästerskapets understöd.
Omnämnandet av en Darius i Daniels bok anses ofta, men felaktigt, syfta på Dareios I. Daniels bok uppstod dock först i mackabéertiden. Dareios I kan inte ha varit den person som betecknas där, då han vid den angivna tidpunkten inte längre var vid makten. Därför förmodar man att det istället är Darius av Medien som menas.